# 弗里伯恩鎮區 (北達科他州埃迪縣)
弗里伯恩鎮區（英語：Freeborn Township）是位於美國北達科他州埃迪縣的一個鎮區。

## 地方資料
弗里伯恩鎮區的面積為94.23平方千米，當中陸地面積為93.39平方千米，而水域面積為0.84平方千米。根據2020年美國人口普查的數據，當地共有人口78人，而人口密度為每平方千米0.83人。